# Diabète insipide
Ne pas confondre avec le diabète sucré.
 Mise en garde médicale
Le diabète insipide est une maladie caractérisée par une soif excessive et l'excrétion de grandes quantités d'urine très diluée, qui ne peuvent être réduites par une réduction de l'apport de liquides. La réduction d'apport hydriques n'augmente pas la concentration des urines. Le diabète insipide est dû à une déficience en hormone antidiurétique ou à une insensibilité des reins à cette hormone. Il peut être d'origine iatrogénique.
Il est nommé insipide car il n'y a pas de sucre dans les urines (les médecins goûtaient les urines avant le développement des techniques de biologie médicale).
Il existe deux formes de diabète insipide:
- le diabète insipide central, dont la prévalence dans la population générale est de 3 sur 100 000. C'est donc une maladie rare.
- le diabète insipide néphrogénique dont la prévalence dans la population générale est de 1-9 / 1 000 000

## Signes et symptômes
Le patient présente des signes d'un diabète. Il boit sans cesse (polydipsie) (surtout de l'eau fraîche ou glacée), jour et nuit et n'arrive jamais à étancher sa soif.
Cliniquement, la maladie se manifeste de manière brutale ou rapidement progressive, par une polyurie qui peut aller de 5 à 20 litres par jour. Ces urines, peu concentrées, ne contiennent ni sucre, ni albumine.
Le diabète insipide peut aboutir à une hypernatrémie par pertes d'eau pure excessive, entraînant une déshydratation intracellulaire.

## Démarche diagnostique
On doit rechercher des symptômes associés orientant vers une pathologie neurologique (céphalées, troubles de la vision) ou psychiatrique (retard mental, troubles cognitifs, délires) ou une histoire de traumatisme crânien ou d'insuffisance rénale.
À l'examen clinique, on recherche une hémianopsie bitemporale, des signes de localisation neurologique, des signes de déshydratation ou d'hyperhydratation (œdèmes, prise de poids).
Le diagnostic est confirmé par des épreuves dynamiques.
Elles permettent de déterminer si le diabète insipide est causé par, 
1. une potomanie, prise de liquide excessive entraînant une production d'urine excessive.
2. un défaut cérébral de production de vasopressine (ADH) par l'hypothalamus, ou de sécrétion par l'hypophyse postérieure: diabète insipide central (DIC)
3. un défaut de réponse rénale à la sécrétion de l'ADH: diabète insipide néphrogénique (DIN)

Trois types de tests dynamiques peuvent être proposés :
- le test de stimulation par l'arginine consiste en l'injection de cette dernière en intraveineuse et le dosage de la copeptine au bout d'une heure ;
- le test de charge en sel consiste en la perfusion d'un sérum salé hypertonique : dès que la natrémie dépasse un certain seuil, la copeptine est dosée, puis la natrémie est normalisée par un apport hydrique.
- L'épreuve des restrictions hydriques est la plus complexe car elle est pratiquée en milieu hospitalier, pour compenser rapidement une éventuelle déshydratation. Le poids, la pression artérielle et la diurèse sont surveillés. La réponse normale du corps à la déshydratation est la concentration des urines et la diminution du volume des urines (signe de l'action de l'ADH). En cas de potomanie, l'osmolalité urinaire doit augmenter et se stabiliser autour de 280 Osm·kg-1 pendant la restriction hydrique. Une stabilisation à un taux plus bas signe un diabète insipide[5]. Parfois, la mesure de l'ADH pendant le test est nécessaire mais le dosage est complexe, long et coûteux.

En l'absence de réponse au test, et de concentration des urines pour distinguer les formes 2 et 3, de l'ADH est donné au patient et les effets sont observés. Le patient doit ensuite boire s'il a soif uniquement. Si le patient répond et concentre ses urines, on a compensé un défaut de sécrétion d'ADH. Il faudra faire une imagerie cérébrale. Si le patient ne répond pas et ses urines continuent à être diluées, il s'agit d'une insensibilité rénale à l'ADH. L'épreuve cesse quand le malade présente des signes de désagrément : angoisse, sécheresse des muqueuses, accélération du pouls, baisse de la pression artérielle et du poids. L'association de la déshydratation et de l'impossibilité par le rein de concentrer les urines malgré la suppression de boissons, permet le diagnostic. Dans un vrai diabète insipide, on ne peut pas mener cette épreuve jusqu'à son terme.
Les deux premiers tests sont plus couramment employés, car plus simples La charge en sel est moins confortable et la procédure est plus longue. Le test à l'arginine est cependant moins fiable en cas de déficit en vasopressine. Ces deux tests nécessitent la mesure de la concentration en copeptine qui est variable suivant la technique de dosage utilisée.

### Diagnostic différentiel
- Le diagnostic doit être porté avec certitude, car il existe une maladie au tableau clinique comparable : la potomanie. Il s'agit d'un trouble du comportement qui provoque un besoin impérieux de boire ; la quantité de liquide ingérée peut être supérieure à celle absorbée dans un diabète insipide ; évidemment la polyurie est également très importante, parfois plus que dans le diabète insipide. un élément de diagnostique est que, le plus souvent, les personnes atteintes de potomanie ne boivent pas la nuit, alors que les personnes atteintes de diabète insipide boivent jour et nuit.
Le diagnostic différentiel avec la potomanie peut être difficile même après ces épreuves, car une potomanie prolongée peut inhiber la sécrétion d'hormone ADH (diabète insipide induit).  Parfois le médecin recourt à une épreuve de déconditionnement, avec une psychothérapie adaptée. Le but est de persuader le malade de boire moins, avec un régime désodé, éventuellement un médicament antidiurétique qui est remplacé progressivement par un placebo.
Le dosage de l'hormone antidiurétique montre sa diminution. Il peut exister des perturbations primitives du centre de la soif (par une lésion ou une tumeur au niveau de l'hypothalamus), qui entraîne une prise de boisson excessive.
- Diabète sucré

## Causes
Il y a diverses formes de diabète insipide :
- central :   un défaut de la production d'ADH au niveau de l'hypothalamus.
- néphrogénique : diminution ou abolition de la réponse rénale à l'ADH  par mutation du récepteur à l’arginine vasopressine par exemple ;
- dipsogénique : dû à défaut ou des dommages de mécanisme de la soif qui est localisé dans l'hypothalamus[9] ;
- gestationnel : lié à l'augmentation de vasopressinase produite par le placenta. Cette protéine dégrade l'ADH[10]. Le diabète insipide est aussi associé à des pathologies sévères qui ont lieu pendant la grossesse (pré-éclampsie, HELLP syndrome) ;
- iatrogène : lithium, cisplatine, amphotéricine B.
- Syndrome DIDMOAD appelé également  syndrome de Wolfram[11]

## Traitement

### Traitement médicamenteux
La desmopressine est un analogue de l'ADH dont l'action antidiurétique est puissante. L'administration peut se faire par voir orale, sublinguale ou endo nasale.
Attention : un surdosage de desmopressine (ex. : à la suite d'une perte de poids du patient) peut entraîner une hyponatrémie. L'eau est ainsi retenue dans le corps anormalement et vient diluer le sang entraînant une baisse du taux de sodium pouvant causer des céphalées, puis éventuellement des convulsions, le coma et la mort.
Un diabète insipide néphrogénique induit par le lithium peut être efficacement traité grâce à de l'amiloride, un diurétique épargneur du potassium souvent utilisé avec des diurétiques thiazidiques ou des diurétiques de l'anse. Les diurétiques thiazidiques ont une action antidiurétique paradoxale chez les malades atteint de diabète insipide, sans que cela soit expliqué actuellement. Une déplétion en sodium en serait responsable.
Le diabète insipide néphrogénique n'a pas de traitement dédié. On peut arriver à obtenir une amélioration des symptômes avec un régime pauvre en sel avec un apport limité en potassium et en protéines. Les diurétiques thiazidiques (par exemple l'hydrochlorothiazide) et les inhibiteurs de la synthèse des prostaglandines (par exemple l'indométhacine, l'ibuprofène ou le célécoxib) peuvent contribuer à réduire davantage le débit urinaire. Un conseil diététique minutieux est recommandé pour assurer un apport calorique et protéique adéquat, ainsi qu'une croissance normale chez les enfants.